# Paul Dreyfus (1923-2017)
Pour les articles homonymes, voir Dreyfus.
Paul Dreyfus, né le 10 août 1923 à Saint-Omer, mort le 24 juillet 2017 à Saint-Martin-d'Hères, inhumé à Grenoble, est un journaliste, reporter, et écrivain français,.

## Biographie
Après une licence ès lettres, un D.E.S. et une scolarité à Sciences Po Paris, il est brièvement professeur à Lille, puis se lance dans le journalisme, d'abord au Progrès de 1947 à 1955 puis au Dauphiné libéré, où il devient grand reporter, puis secrétaire général, jusqu'à la fin de sa carrière en 1988. À partir des années 1960, il fait aussi partie de l'Agence A.I.G.L.E.S. Il a mené en parallèle une activité d'écrivain,.

### Le journaliste
Il s'est surtout orienté vers l'investigation et le reportage. Dans ce cadre, il a notamment parcouru l'Italie, l'Égypte, la Bolivie, l'Asie (Inde, Pakistan, Bangladesh, Viet-Nam, Cambodge...), en rencontrant des personnages illustres ou des témoins d'évènements historiques,.

### L'écrivain
La plupart de ses ouvrages sont le fruit de ses travaux d'investigation et de reportage.
Gallica, bibliothèque numérique de la BnF, dénombre une quarantaine d'ouvrages publiés sous sa signature, en particulier des récits de voyages, des biographies, des essais et des livres relatifs à l'histoire du Dauphiné, sa province d'adoption.
Il est répertorié dans le catalogue des ouvrages disponibles à la Fondation de la Résistance.
Lorsque cela est possible, il consulte des témoins directs du thème traité :
- Il rencontre de nombreux survivants de la Résistance[8],[9],[10],[N 1].
- Le 24 mai 1976, il parvient à interviewer Klaus Barbie à La Paz (Bolivie), l'interroge sur l'arrestation de Jean Moulin et les circonstances de sa mort, et relate le mois suivant cet entretien dans Le Dauphiné libéré[9],[11]. Il s'en inspire dans la composition de son livre Histoires extraordinaires de la Résistance (Fayard, 1977)[8].
- Pour écrire sa biographie, il rencontre longuement sœur Emmanuelle, l'interviewant sur sa vie et lui faisant retracer son itinéraire spirituel[12].
- Ses reportages à Rome avant et au début du Concile Vatican II lui ont permis de rencontrer Jean XXIII[6], ainsi que son secrétaire particulier le cardinal Loris Francesco Capovilla[13].

## Œuvres (sélection)
- Matteo Ricci, le jésuite qui voulait convertir la Chine, 2004[14].
- (dir.) Grenoble et ses avocats, d'hier à aujourd'hui, 2002[15].

Résumé du livre par l'éditeur (PUG)  :
"Sont évoqués dans ces pages les riches heures du Parlement du Dauphiné, le rôle majeur de cette institution sous l’Ancien Régime, l’explosion en 1788 de la pré-révolution dauphinoise (Journée des Tuiles, États généraux du Dauphiné ou Assemblée de Vizille) [...]".
On voit que parmi les contributeurs figure Robert Badinter.
Table des matières, préface et extrait :
On y trouve notamment la contribution à la Révolution française de grands avocats dauphinois : Jean-Joseph Mounier (1758-1806), initiateur du Serment du Jeu de paume et co-rédacteur de la Déclaration des droits de l'homme et du citoyen de 1789, Antoine Barnave (1761-1793), éphémère président de l'Assemblée constituante de 1789.
On y traite aussi d'affaires retentissantes plaidées localement : le procès de Mandrin, celui du conspirateur Didier, celui d'Antoine Berthet, qui inspira Stendhal pour créer son personnage de Julien Sorel, les derniers jours de la Grande Chartreuse, l'affaire des "Filles de Grenoble"...
- Pol Pot, le bourreau du Cambodge, 2000[18].
- Le Guet-apens de Caluire, 1999.
- Saint Jean, un grand reporter sur les traces de l'évangéliste, 1998.
- Histoires extraordinaires de la résistance en Asie, 1996.
- Saint Jean de Dieu, 1495-1550, le père de l'hôpital moderne, 1995.
- Bouddha, un grand reportage sur la vie de Bouddha et sur le bouddhisme à travers le monde, 1995.
- Infirmier par amour, Paul de Magallon, 1784-1859, restaurateur de l'Ordre hospitalier de Saint-Jean-de-Dieu, 1993.
- Le Serpent et le Dragon, Grenoble vue du ciel, 1992.
- Les rues de Grenoble, l'histoire illustrée des 815 rues, 1992.
- Stéphane, le capitaine à l'étoile verte, 1992, préface du général Alain Le Ray[19].
- Les rues de Grenoble, 1992.
- Le Serpent et le Dragon, 1991.
- Les couleurs de Rhône-Alpes, 1990, préface de Bernard Pivot[20],[21].
- Saint Paul, un grand reporter sur les pas de l'apôtre, 1990[22].
- Dans un article publié dans la revue L'Histoire de juin 1988, il explore "les quatre secrets du maquis du Vercors"[23].
- Ces drôles de médecins, guérisseurs et sorciers à travers le monde, 1985.
- Sœur Emmanuelle, aimer, l'unique nécessité, 1983[24].
- Histoires extraordinaires de la Résistance en Europe, 1982[25].
- Grenoble, 1980.
- Jean XXIII, 1979[26].

En 2000, année de la béatification de Jean XXIII, une réédition de cet ouvrage est accompagnée d'une préface du cardinal Loris Francesco Capovilla qui fut son secrétaire particulier durant tout son pontificat.
- Histoires extraordinaires de la Résistance, 1977[27].

Résumé du livre par l'éditeur (Fayard) :
"Avec l'aide des rares témoins survivants, Paul Dreyfus a reconstitué les dernières heures de liberté de Jean Moulin et les suites des arrestations de Caluire. En Bolivie, il a retrouvé et interrogé Klaus Barbie, le chef de la Gestapo de Lyon qui arrêta Jean Moulin [...].
On trouvera dans ce livre une explication de certaines batailles : le Vercors, le plateau des Glières, le réduit du Mont Mouchet et des récits héroïques de témoins restés silencieux jusqu'à ce jour, tels que Jean Berthoin, Pierre Mendès France, les généraux Vallette d'Osia, Zeller."
- Et Saigon tomba, 1975.
- Histoire de la Résistance en Vercors, 1975[28].

Réédition diminuée du livre Vercors citadelle de liberté, 1969, sous nouveau nom : Histoire de la Résistance en Vercors.
- Paul-Louis Merlin, le bâtisseur, 1974.
- La Vie quotidienne en Dauphiné sous la IIIe République, 1974.
- Du Pakistan au Bangladesh, 1972.
- Histoire du Dauphiné, 1972.
- Dauphiné..., 1971.
- Sylvain Saudan, skieur de l'impossible, 1970.
- Vercors, citadelle de liberté, 1969[30],[31].

C'est certainement le best-seller de Paul Dreyfus : selon le site Worldcat il a fait l'objet de 27 éditions, disponibles dans 85 bibliothèques publiques mondiales, dont 38 pour la seule édition originale.
Le journal Le Monde dans son édition du 8 juillet 1969 en donne une critique élogieuse :
"[...] À toutes ces questions et à bien d'autres, le livre de M. Paul Dreyfus, "Vercors, citadelle de liberté", qui vient de paraître aux éditions Arthaud apporte, vingt-cinq ans plus tard, autant de réponses ou d'éléments de réponses et, si la vérité n'est pas toujours agréable à dire, l'auteur la dit cependant sans faiblesse, mais sans passion. Il a pu consulter de nombreux documents, essentiels pour la compréhension des événements, il a rencontré les anciens chefs du Vercors, en premier lieu Eugène Chavant, dit " Clément ", qui commandait, mais aussi les généraux Henri Zeller, Le Ray, Huet, Descour, Kœnig, de Lassus Saint-Geniès, et d'autres responsables. Enfin, peu de temps avant sa mort, Eugène Chavant lui-même a relu et approuvé le manuscrit de M. Dreyfus."
La lecture de cette critique montre que Paul Dreyfus a utilisé une méthodologie d'historien.
- Grenoble, de César à l'Olympe, 1967.
- L'Inde, cette autre planète, 1966.
- Émile Romanet, père des allocations familiales, 1965[32].

Une critique de cet ouvrage est publiée dans Le Monde du 18 août 1965.
- Dans un monde qui change, 1963.
- Instantanés sur l'Université de Grenoble, 1962.
- La Collégiale Saint-André, 1962.
- Grenoble, de l'âge du fer à l'ère atomique, 1961.
- En route vers l'an 2000, 1960.
- Sainte Marie d'en Haut, 1959.

## Distinctions et hommages
- En 1966, Paul Dreyfus est élu à l'Académie Delphinale[34],[35].

- En 1983, l'Académie Française lui décerne son Prix Broquette-Gonin de littérature pour son ouvrage Histoires extraordinaires de la Résistance en Europe paru l'année précédente[36],[25].

- Il est le lauréat, en 1991, du Prix de littérature religieuse, alias "Prix des libraires de littérature religieuse" pour son Saint Paul : un grand reporter sur les pas de l'apôtre[22].

- Après avoir été lauréat en 1990 du prix de l'Alpe, la Grande médaille d'or de la ville de Grenoble lui est décernée en 2003[37].

- Il est commémoré dans la rubrique nécrologique de la revue Le pionnier du Vercors de décembre 2017[38].